# The Eagle (2011)

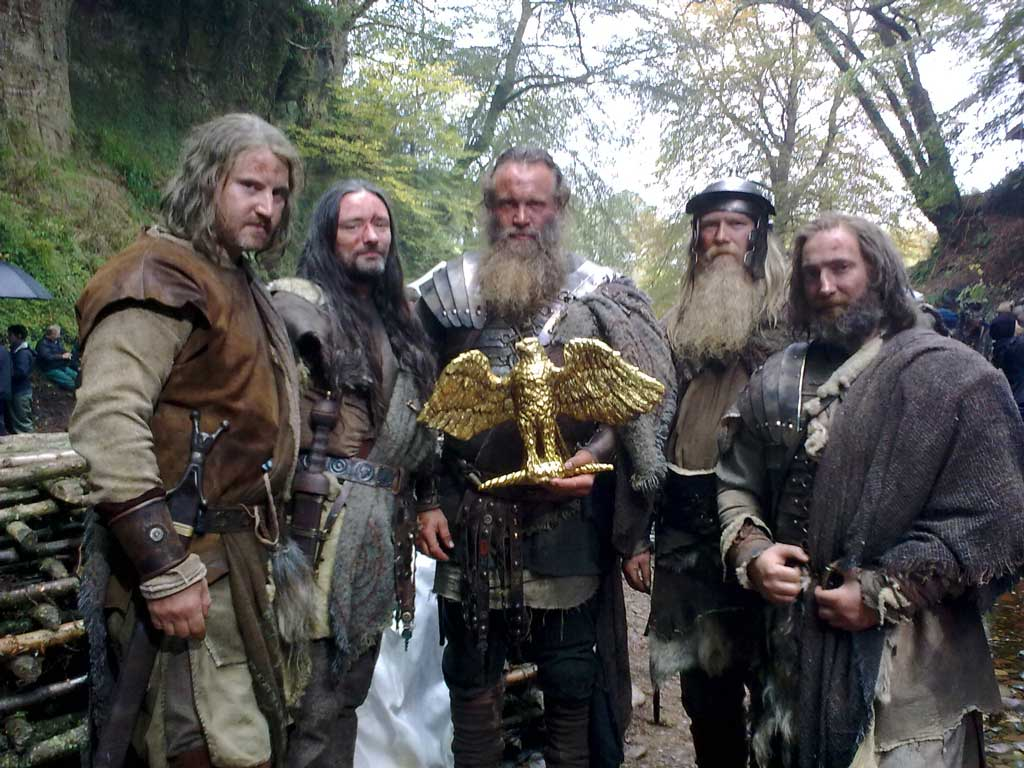
Combat International tijdens de opnames van The Eagle. Midden met adelaar: Charlie Allan. Rechts van hem: Kevin Johnston

The Eagle is een historische film uit 2011 geregisseerd door Kevin Macdonald, met Channing Tatum, Jamie Bell en Donald Sutherland. Het is een verfilming van het boek De Adelaar van het Negende (1954) van Rosemary Sutcliff. Het verhaal vormt als het ware het vervolg op de film Centurion uit 2010 over het verdwenen negende legioen.
De film gaat over een jonge Romeinse officier die de muur van Hadrianus oversteekt om daar de adelaar van het verdwenen negende legioen, waarvan zijn vader opperbevelhebber was, te zoeken.
De film, die in een samenwerking van Groot-Brittannië en de VS gemaakt is, werd in Amerika uitgebracht op 11 februari en in Europa op 25 maart 2011.

## Verhaal
Het verhaal begint in het noorden van Engeland, waar Marcus Aquilla arriveert als nieuwe garnizoensbevelhebber. Hij stuurt er een patrouille op  uit om de Kelten te zoeken. Die nacht hoort hij een verdacht geluid in zijn slaap. Ondanks de twijfels van zijn onderbevelhebber wekt hij de mannen. Ze zijn bijna terug om te gaan slapen als de Kelten opeens aanvallen. De volgende morgen komen de Kelten terug met de patrouille en hakken het hoofd van een van de mannen af terwijl de Romeinen toekijken. Na te zijn ontzet worden de overgebleven Romeinen veilig terug in het kamp geleid, maar Marcus raakt bij deze actie gewond en wordt ontslagen uit het leger met een eremedaille als pijnstiller.
Marcus blijft niet bij de pakken neerzitten, en ondanks dat zijn oom het hem afraadt, trekt hij met zijn trouwe Brigantijnse slaaf, wiens leven hij heeft gered, over de Muur van Hadrianus naar Schotland. Daar ontmoeten ze eerst een legioensoldaat van zijn vaders legioen, die inmiddels is ingeburgerd bij de Kelten. Hij vertelt hoe zijn vaders legioen in een hinderlaag was gelopen en zo goed als afgeslacht werd. Daarna ontmoeten ze de krijgers van een Pictische stam. Esca (zijn slaaf) doet zich voor als een krijgsgevangene die ontsnapt is aan de Romeinen, en wendt voor dat Marcus zijn slaaf is.

## Rolverdeling
- Channing Tatum als Marcus Flavius Aquila
- Jamie Bell als Esca
- Donald Sutherland als Marcus' oom – oom Aquila
- Mark Strong als Guern/Lucius Caius Metellus
- Tahar Rahim als prins van de Picten
- Denis O'Hare als Lutorius
- Dakin Matthews als Senator Claudius
- Pip Carter als legaat Placidus
- Ned Dennehy als stamhoofd van het Pictenleger